# Hof Wittenstein

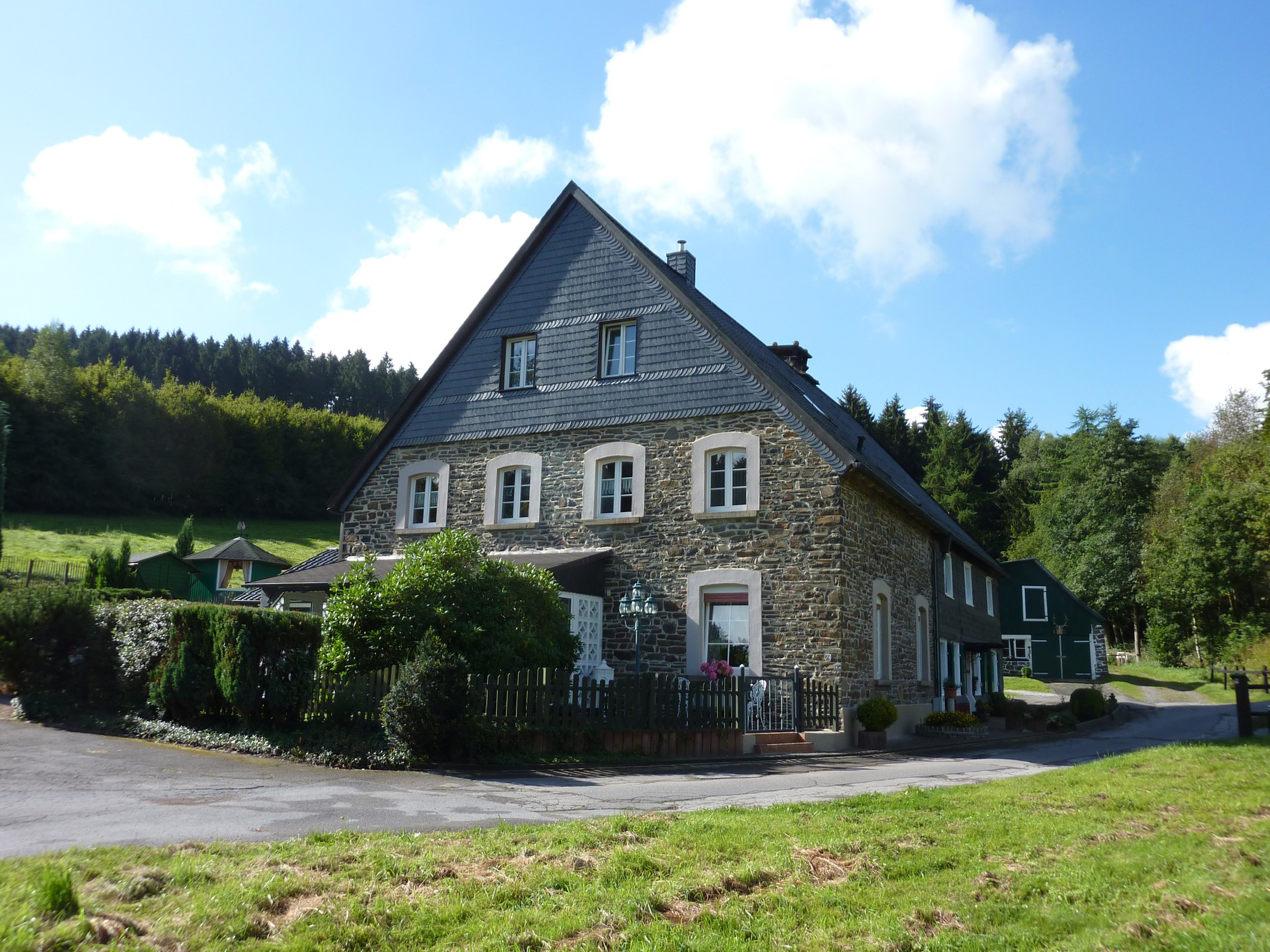
Doppelhaushälfte Heilenbecker Straße 288

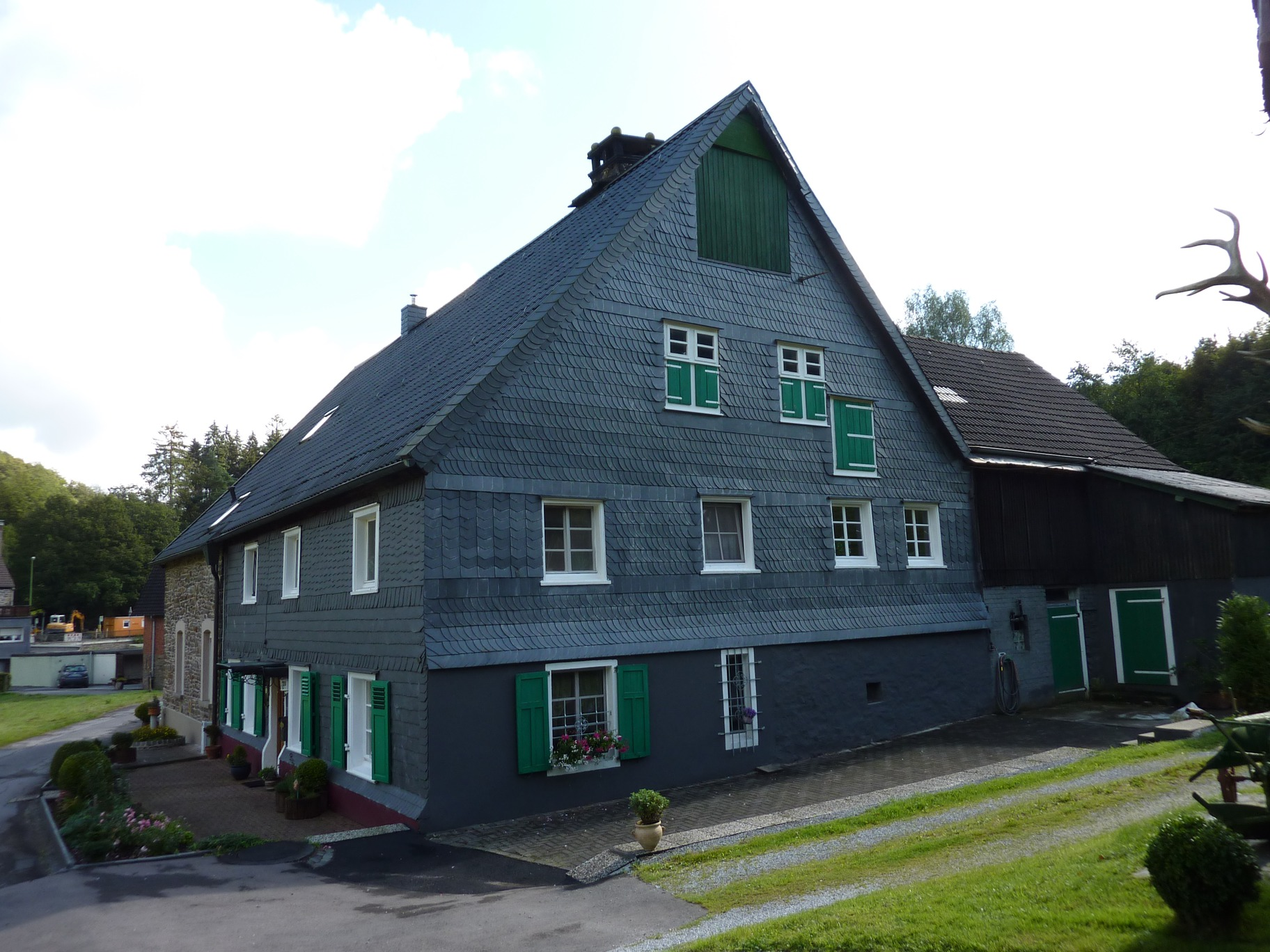
Doppelhaushälfte Heilenbecker Straße 290

Der Hof Wittenstein, postalische Anschrift Heilenbecker Straße 288/290, in der Ennepetaler Ortslage Wittenstein ist ein denkmalgeschütztes Doppelhaus und ehemaliges Hofgebäude. Die Doppelhaushälfte Heilenbecker Straße 290 wurde 1728 erbaut, die Doppelhaushälfte Heilenbecker Straße 288 datiert aus dem 19. Jahrhundert.

## Beschreibung
Die urkundliche Ersterwähnung des Hofes stammt aus dem Jahr 1307 und er ist damit einer der ältesten Wohnplätze im Heilenbecker Bachtal. Zu dem Wohnplatz gehörte die Wittensteiner Mühle. 
Die Doppelhaushälfte Heilenbecker Straße 288 ist ein massives Bruchsteinhaus mit erhaltenen Segmentbogenfenstern in Natursteingewänden. Neuzeitliche Anbauten und Fassadenverkleidungen mindern den Denkmalwert und es ist nur als Einheit mit der anderen Doppelhaushälfte schützenswert. Die Doppelhaushälfte Heilenbecker Straße 290 ist schiefergedeckt und besitzt auf der Giebelseite im Spitzboden eine Ladeluke mit weit auskragendem Ladebaum. Nur teilweise original erhalten sind die Holzfenster.